# Mauro Tornaría
Mauro Tornaría es un exbaloncestista uruguayo. Nació en Montevideo. Juega de base y su primer equipo fue Olimpia con el cual debutó en 1999, en el que fue capitán y es muy querido por la hinchada. Jugó consecutivamente hasta 2002, en la liga 2003 es contratado por Paysandú BBC siendo vicecampeón de la primera Liga Uruguaya de Básquetbol en el federal de ese año vuelve a defender a Olimpia. 
Jugó dos torneos Metropolitanos: en 2004 con Capurro y 2005 con Goes ascendiendo a primera con este último equipo. En el 2004 su equipo queda eliminado en fase de clasificación y es elegido en primer lugar del draft por Malvín.
A mediados de la LUB 2007/08, sufrió una lesión que lo radió de las canchas por el resto de la temporada, su baja fue tal al punto que Olimpia Olimpia casi desciende ese mismo año. Tuvo una muy buena participación en la temporada 2008, colocando a Olimpia en cuartos de final y fichando para Tecos de Guadalajara, México. Su ficha fue adquirida por Trouville en 2009. En junio del 2013 vuelve a Olimpia donde se retira en julio del 2016 defendiendo a su club. 
Jugó además 3 Ligas Sudamericanas con Olimpia en 2003, 2004 y 2007 llegando a cuartos de final.

### Selección nacional
Con la selección de baloncesto de Uruguay jugó 4 partidos internacionales. Ante Argentina, uno en Mar del Plata y el otro en Montevideo y dos en Río de Janeiro frente a Brasil.

## Clubes
- Olimpia - 1999-2002.
- Paysandú BBC - Liga Uruguaya 2003.
- Olimpia - Federal 2003.
- Capurro - Metropolitano 2004.
- Olimpia - Liga Uruguaya 2004.
- Malvín - Liga Uruguaya Draft 2004.
- Goes - Metropolitano 2005.
- Olimpia - 2005-2009.
- Tecos - LNBP (Liga Nacional de Baloncesto Profesional México) 2009.
- Trouville - Liga Uruguaya (Desde agosto de 2009).
- Olimpia-  - 2013

## Palmarés

### Distinciones individuales
- Revelación juvenil - 2003
- Mejor Sub23 - 2003